# Adrian Zieliński (sztangista)
Adrian Edward Zieliński (ur. 28 marca 1989 w Nakle nad Notecią) – polski sztangista, mistrz olimpijski w wadze do 85 kg, mistrz świata (2010) i Europy (2014).
Jego młodszy brat Tomasz Zieliński również jest sztangistą.

## Życiorys
Ukończył I Liceum Ogólnokształcące im. Bolesława Krzywoustego w Nakle nad Notecią. Od początku swojej kariery reprezentuje barwy klubu Tarpan Mrocza. W 2009 został w kategorii juniorów mistrzem Europy i świata oraz zajął piąte miejsce w seniorskim czempionacie Starego Kontynentu. W tym samym roku dwukrotnie otrzymał ofertę przyjęcia niemieckiego obywatelstwa od tamtejszego związku podnoszenia ciężarów, jednak nie skorzystał z niej.
W 2010 roku zwyciężył w akademickich mistrzostwach globu i zdobył złoty medal mistrzostw świata w Antalyi w kategorii do 85 kilogramów. Rok później na mistrzostwach świata zdobył brązowy medal w dwuboju w kategorii do 85 kilogramów.
Największy sukces w karierze sportowej odniósł startując w igrzyskach olimpijskich w Londynie. Zwyciężył w rywalizacji do 85 kg uzyskując w dwuboju 385 kg (po rwaniu zajmował trzecie miejsce), tyle samo co Rosjanin Apti Auchadow, wygrywając masą ciała. Tuż przed turniejem Polski Związek Podnoszenia Ciężarów wszczął przeciwko niemu postępowanie dyscyplinarne z powodu złamania planu treningowego.
W 2013 roku zajął 4. miejsce w mistrzostwach świata w kategorii 85 kg. Od 2014 roku w najważniejszych zawodach startował w kategorii 94 kg – w tym samym roku nie został sklasyfikowany w mistrzostwach świata, a w mistrzostwach Europy zdobył złoty medal. W 2015 roku zajął 5. pozycję w mistrzostwach świata, jednak po ponownym przebadaniu próbek zdyskwalifikowano trzech wyprzedzających go zawodników, przyznając Zielińskiemu tytuł wicemistrza świata. W 2016 roku, podczas Igrzysk Olimpijskich został wykluczony wraz z bratem Tomaszem Zielińskim z kadry ze względu wykrycie u nich środków dopingujących (nandrolonu).
Razem z bratem od stycznia 2016 reprezentował barwy klubu CWZS Zawisza Bydgoszcz; w maju został żołnierzem zawodowym w stopniu szeregowego. Po wykryciu stosowania dopingu w sierpniu 2016 został wykluczony z klubu, a także zwolniony ze służby wojskowej bez możliwości powrotu.

## Osiągnięcia
| Rok  | Zawody                         | Miasto        | Miejsce | Wynik  | Kategoria |
| ---- | ------------------------------ | ------------- | ------- | ------ | --------- |
| 2007 | Mistrzostwa świata juniorów    | Praga         | 7.      | 331 kg | 85 kg     |
| 2008 | Mistrzostwa świata juniorów    | Cali          | –       | DNF    | 85 kg     |
| 2008 | Akademickie mistrzostwa świata | Komotini      | 3.      | 330 kg | 85 kg     |
| 2009 | Mistrzostwa Europy             | Bukareszt     | 5.      | 363 kg | 85 kg     |
| 2009 | Mistrzostwa świata juniorów    | Bukareszt     | 1.      | 368 kg | 85 kg     |
| 2009 | Mistrzostwa Europy juniorów    | Landskrona    | 1.      | 362 kg | 85 kg     |
| 2009 | Mistrzostwa świata             | Goyang        | 6.      | 372 kg | 85 kg     |
| 2010 | Akademickie mistrzostwa świata | Taizhong      | 1.      | 366 kg | 94 kg     |
| 2010 | Mistrzostwa świata             | Antalya       | 1.      | 383 kg | 85 kg     |
| 2011 | Mistrzostwa świata             | Paryż         | 3.      | 376 kg | 85 kg     |
| 2012 | Igrzyska olimpijskie           | Londyn        | 1.      | 385 kg | 85 kg     |
| 2013 | Mistrzostwa świata             | Wrocław       | 4.      | 380 kg | 85 kg     |
| 2014 | Mistrzostwa Europy             | Tel Awiw-Jafa | 1.      | 390 kg | 94 kg     |
| 2014 | Mistrzostwa świata             | Ałmaty        | –       | DNF    | 94 kg     |
| 2015 | Mistrzostwa świata             | Houston       | 2.      | 391 kg | 94 kg     |

## Odznaczenia i wyróżnienia
- Krzyż Oficerski Orderu Odrodzenia Polski – 2013[12].
- Złoty Krzyż Zasługi – 2010[13].
- Wielka Honorowa Nagroda Sportowa za 2012 rok[14].